# 울트라 HD 블루레이

울트라 HD 블루레이(Ultra HD Blu-ray)는 블루레이 플레이어를 대체하는 디지털 광 디스크 데이터 저장 포맷이다. 울트라 HD 블루레이 디스크들은 기존 블루레이 플레이어와 호환되지 않는다. 울트라 HD 블루레이는 초당 최대 60 프레임의 프레임 레이트의 4K UHD(3840 × 2160 해상도)의 동영상을 지원하며 고효율 비디오 코딩(HEVC)를 사용하여 인코딩된다. 이 디스크들은 컬러 당 10비트까지 색 깊이를 증가시킴으로써 높은 동적 범위를 지원하며, Rec. 2020 색공간을 사용함으로써 전통적인 블루레이 비디오에서 지원하는 것보다 더 나은 색역을 지원한다.

## 사양
사양은 3가지 디스크 용량을 허용하며, 각기 자신만의 데이터 속도를 지닌다: 50 GB의 경우 82 Mbit/초, 66 GB의 경우 108 Mbit/초, 100 GB의 경우 128 Mbit/초. 울트라 HD 블루레이 기술은 2015년 중순에 라이선스되었으며 플레이어는 2015년 12월 출시가 예고되었다. 울트라 HD 블루레이는 AACS DRM인 AACS 2의 새 리비전을 사용한다.
2015년 5월 12일, 블루레이 협회는 사양 및 공식 울트라 HD 블루레이 로고를 완성하였다. 전통적인 DVD, 블루레이와 달리 새로운 4K 포맷은 지역 코딩이 없다.
2016년 2월 14일, BDA는 HDR10 미디어 프로파일 비디오를 무조건 지원하고 돌비 비전의 선택적으로 지원하는 울트라 HD 블루레이를 출시하였다.
2018년 1월 23일, BDA 사양 v3.2는 HDR10+, 필립스/테크니컬러의 SL-HDR2의 선택적인 지원을 포함하고 있다.

## 초기 타이틀
최초의 울트라 HD 4k 블루레이 디스크들은 2016년 2월 14일 4개의 스튜디오로부터 공식 출시되었다.:
- 소니 픽처스 홈 엔터테인먼트는 《어메이징 스파이더맨 2》, 《솔트》, 《한쿡》, 《채피》, 《파인애플 익스프레스》, 《개구쟁이 스머프 2》를 출시하였다.[9]
- 라이온스게이트 홈 엔터테인먼트는 《시카리오》, 《라스트 위치 헌터》, 《익스펜더블 3》, 《엔더스 게임》을 출시하였다.[10]
- 워너 홈 비디오는 《매드 맥스: 분노의 도로》, 《레고 무비》, 《팬》, 《산 안드레스》를 출시했다.[11]
- 20세기 폭스 홈 엔터테인먼트는 《마션》, 《킹스맨: 시크릿 에이전트》, 《엑소더스: 신들과 왕들》, 《엑스맨: 데이즈 오브 퓨처 패스트》, 《메이즈 러너: 스코치 트라이얼》, 《메이즈 러너》, 《와일드》, 《히트맨: 에이전트 47》, 《판타스틱 포》, 《리틀 오브 파이》를 출시하였다.[12]

최초의 울트라 HD 4K 블루레이 디스크들은 공식적으로 2016년 2월 14일 이후 다른 스튜디오들로부터 출시되었다:
- 파라마운트 홈 미디어 디스트리뷰션은 2016년 6월 14일 《스타 트렉》과 《스타트렉 다크니스》를 출시했다.[13]
- 유니버설 픽처스 홈 엔터테인먼트는 2016년 8월 9일 《루시》, 《오블리비언》, 《론 서바이버》를 출시했다.[14]
- 2017년 5월 22일 워너 뮤직 그룹은 정수문 Touch Mi 2 World Tour를 출시했으며, 공식적으로 UHD 블루레이 포맷으로 출시된 세계 최초의 라이브 콘서트였다. 이 콘서트는 4K 포맷으로 녹화된 최초의 라이브 쇼 제작물이었으며 필드 제작과 사전 제작 작업은 2016년 11월에 시작되었다.[15]
- 월트 디즈니 스튜디오 홈 엔터테인먼트는 2017년 8월 22일 《가디언즈 오브 갤럭시 VOL. 2》를 출시하였다.[16][17]